# Āhovān
Āhovān (persiska: آهوان) är en ort i Iran.   Den ligger i provinsen Khorasan, i den nordöstra delen av landet, 700 km öster om huvudstaden Teheran. Āhovān ligger 1 221 meter över havet och antalet invånare är 391.
Terrängen runt Āhovān är huvudsakligen platt, men åt nordost är den kuperad.Runt Āhovān är det ganska tätbefolkat, med 56 invånare per kvadratkilometer. Närmaste större samhälle är Darrūd, 14,1 km öster om Āhovān. Trakten runt Āhovān består till största delen av jordbruksmark.